# Юг (приток Весляны)

Юг — река в России, протекает в Гайнском районе Пермского края. Устье реки находится в 22 км по левому берегу реки Весляны. Длина реки составляет 16 км. До впадения Восточного Юга также называется Западный Юг.
Исток реки в лесу в 9 км к северо-востоку от посёлка Оныл. Река течёт на юго-восток по ненаселённому, частично заболоченному лесному массиву. Приток — Восточный Юг (левый). Впадает в боковую старицу Весляны, также известную как озеро Анфалово выше посёлка Сосновая (Гайнское сельское поселение).

## Данные водного реестра
По данным государственного водного реестра России относится к Камскому бассейновому округу, водохозяйственный участок реки — Кама от истока до водомерного поста у села Бондюг, речной подбассейн реки — бассейны притоков Камы до впадения Белой. Речной бассейн реки — Кама.
По данным геоинформационной системы водохозяйственного районирования территории РФ, подготовленной Федеральным агентством водных ресурсов:
- Код водного объекта в государственном водном реестре — 10010100112111100001976
- Код по гидрологической изученности (ГИ) — 111100197
- Код бассейна — 10.01.01.001
- Номер тома по ГИ — 11
- Выпуск по ГИ — 1